# St. Vitus (Immighausen)

St. Vitus in Immighausen

Die evangelische Kirche St. Vitus ist ein denkmalgeschütztes Kirchengebäude, das in Immighausen, einem Stadtteil der Stadt Lichtenfels im Landkreis Waldeck-Frankenberg (Hessen) steht. Die Kirchengemeinde gehört zum
Kirchenkreis Twiste-Eisenberg im Sprengel Marburg der  Evangelischen Kirche von Kurhessen-Waldeck.

## Beschreibung
Die romanische, dem Heiligen Vitus geweihte Saalkirche aus Quadermauerwerk wurde 1180 erbaut. Sie hat einen mächtigen, sich nach oben etwas verjüngenden Kirchturm mit quadratischem Grundriss, ein Langhaus mit zwei fast quadratischen Jochen und einen etwas schmaleren Chor auf quadratischem Grundriss. Der Turm, das Langhaus und der Chor sind jeweils mit einem Satteldach bedeckt. Das Gratgewölbe im Innenraum wird von Pfeilern, die vor den Wänden stehen, getragen. Der Triumphbogen war ehemals erheblich enger und kleiner, seine jetzige Form erhielt er 1926. Die Kanzel wurde 1588 von Jost Schilling geschnitzt. Im Chor steht ein spätgotisches Sakramentshaus von 1494. Die Kirchenbänke, die Jost Schilling geschaffen hatte, wurden 1669 durch Johann Christoph Höhle erneuert. Lediglich eine geschnitzte Rückwand einer ursprünglichen Bank blieb erhalten. Das Taufbecken ist von 1753. Die Orgel mit 12 Registern, einem Manual und Pedal wurde 1846 von Jakob Vogt gebaut.